# Синтрская конвенция
Синтрская конвенция — соглашение, подписанное 30 августа 1808 года во время Пиренейской войны. Согласно ему побеждённым французам было разрешено вывести свои войска из Португалии без дальнейших боевых действий. Конвенция была подписана во дворце Келуш, в районе Келуш города Синтра португальской провинции Эштремадура.
Французские войска под командованием Жана Андоша Жюно были побеждены англо-португальскими войсками под командованием сэра Артура Уэлсли в Вимейро 21 августа 1808 года и оказались почти отрезанными от путей отступления. Однако в тот момент Уэлсли был заменён сначала сэром Гарри Бьюрардом, а на следующий день — сэром Хью Далримплом. Оба были осторожными стариками, которые давно не участвовали в боях; вместо того, чтобы довершить разгром французов, они начали переговоры. Уэлсли пытался взять под свой контроль возвышенности в районе линий Торрес-Ведрас и отрезать французам пути к отступлению своими неиспользованными резервными частями, но ему было приказано воздержаться. Переговоры между Далримплом и Франсуа Келлерманом привели к подписанию Конвенции.
Далримпл предложил для Португалии те же условия, которые получал гарнизон за сдачу крепости. 20 900 французских солдат были вывезены из Португалии британским флотом со всем своим снаряжением и «личным имуществом» (которое могло включать в себя награбленные португальские ценности) в Рошфор, Франция. Жюно прибыл туда 11 октября. Избежав любых затруднений в Испании и получив бесплатный транспорт, французы путешествовали со всей поклажей, а не налегке, как побеждённый гарнизон, идущий к своим войскам.
Многие в Великобритании расценили Конвенцию как позор, считая, что полное поражение Жюно было превращено в побег французов. Далримпл также проигнорировал беспокойство Королевского флота по поводу блокированной российской эскадры в Лиссабоне. Ей разрешили плыть в Портсмут и в конечном итоге вернуться в Россию, несмотря на то, что Британия и Россия находились в состоянии войны.
Уэлсли хотел сражаться, но по приказу своего командования он подписал предварительное перемирие. Он не принимал участия в переговорах по Конвенции и не подписывал её. Однако Далримпл написал отчёты, которые позволяли сосредоточить всю критику на Уэлсли, который всё ещё занимал министерский пост в правительстве. Впоследствии Уэлсли вместе с Бьюрардом и Далримплом были отозваны из Португалии, чтобы предстать перед официальным расследованием. Расследование проводилось в Большом зале Военного госпиталя Челси с 14 ноября по 27 декабря 1808 года. Все трое были оправданы; но если Уэлсли вскоре вернулся на действительную службу в Португалии, Бьюрард и Далримпл без лишнего шума были отправлены в отставку и больше никогда не участвовали в боевых действиях. Сэр Джон Мур, комментируя это расследование, выразил мнение, что «сэр Хью Далримпл был самым растерянным и недалёким командующим, которого я только видел. Всё его поведение и тогда, и теперь доказывает, что он очень глупый человек».
Лорд Байрон оплакивал Конвенцию в своем «Паломничестве Чайлд-Гарольда»:

С тех пор как был британцу дан урок,

В нём слово «Синтра» гнев бессильный будит.

Парламент наш краснел бы, если б мог,

Потомство нас безжалостно осудит.

Да и любой народ смеяться будет

Над тем, как был сильнейший посрамлен.

Враг побеждён, но это мир забудет,

А вырвавший победу Альбион

Навек презрением всех наций заклеймен.

(Перевод В. Левика)
Оригинальный текст (англ.)
And ever since that martial synod met,

Britannia sickens, Cintra! at thy name;

And folks in office at the mention fret,

And fain would blush, if blush they could, for shame.

How will posterity the deed proclaim!

Will not our own and fellow-nations sneer,

To view these champions cheated of their fame,

By foes in fight o'erthrown, yet victors here,

Where Scorn her finger points, through many a coming year?

«Синтрская Конвенция» также является названием брошюры, написанной будущим британским поэтом-лауреатом Уильямом Вордсвортом в 1808 году; кроме этого он написал страстный сонет, который, по его собственным словам, был «составлен, когда автор занимался написанием трактата, вызванного» Конвенцией, в котором он оплакивает рабство, испытываемое «страдающей Испанией». Задержки в публикации означали, что журналистские и сатирические особенности прозы Вордсворта остались незамеченными. Трактат также известен своим признанием значения партизанской войны в Пиренейской войне. Термин «партизан» (англ. guerrilla) тогда не использовался ни Вордсвортом, ни кем-либо ещё. Он упоминает Уэлсли (Веллингтона), но не предвидит его роли в будущем.

## Внешние ссылки
- Документы, относящиеся к Синтрской конвенции 1808
- Расследование Синтрской конвенции